# Chelonoidis chilensis
Chelonoidis chilensis är en art av sköldpadda som beskrevs av  John Edward Gray 1870. Den ingår i släktet Chelonoidis och familjen landsköldpaddor. Internationella naturvårdsunionen (IUCN) kategoriserar arten globalt som sårbar. Inga underarter finns listade i Catalogue of Life.
Denna sköldpadda förekommer trots namnet inte i Chile utan i Argentina, Bolivia, Paraguay och Uruguay. Den första individen upptäcktes nära staden Mendoza i Anderna.